# Omkristallisation
Omkristallisation eller omkristallisering är en metod som används för att rena en kemisk produkt. Den bygger på principen att ett varmt lösningsmedel ofta löser upp en större kvantitet av ett ämne än ett kallt. 
För att omkristallisera ett material väljer man först ett lämpligt lösningsmedel. Sedan löser man upp materialet i lösningsmedlet vid en temperatur nära lösningsmedlets kokpunkt. Lösningen filtreras därefter(till exempel i en pulvertratt med filtrerpapper). Nästa steg är att kyla ned lösningen och vänta på att materialet skall falla ut. Avslutningsvis brukar kristallerna tvättas.

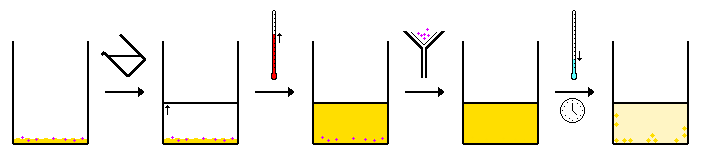